# Prêmio Craque do Brasileirão de 2012

O Prêmio Craque do Brasileirão é um troféu criado em 2005 numa parceria entre a Rede Globo e a Confederação Brasileira de Futebol para ser a premiação oficial para os jogadores que disputam o Campeonato Brasileiro de Futebol. Ocorre na primeira segunda-feira após a última rodada do campeonato. A edição de 2012 foi realizada no dia 03 de novembro em São Paulo, no Auditório Ibirapuera. 

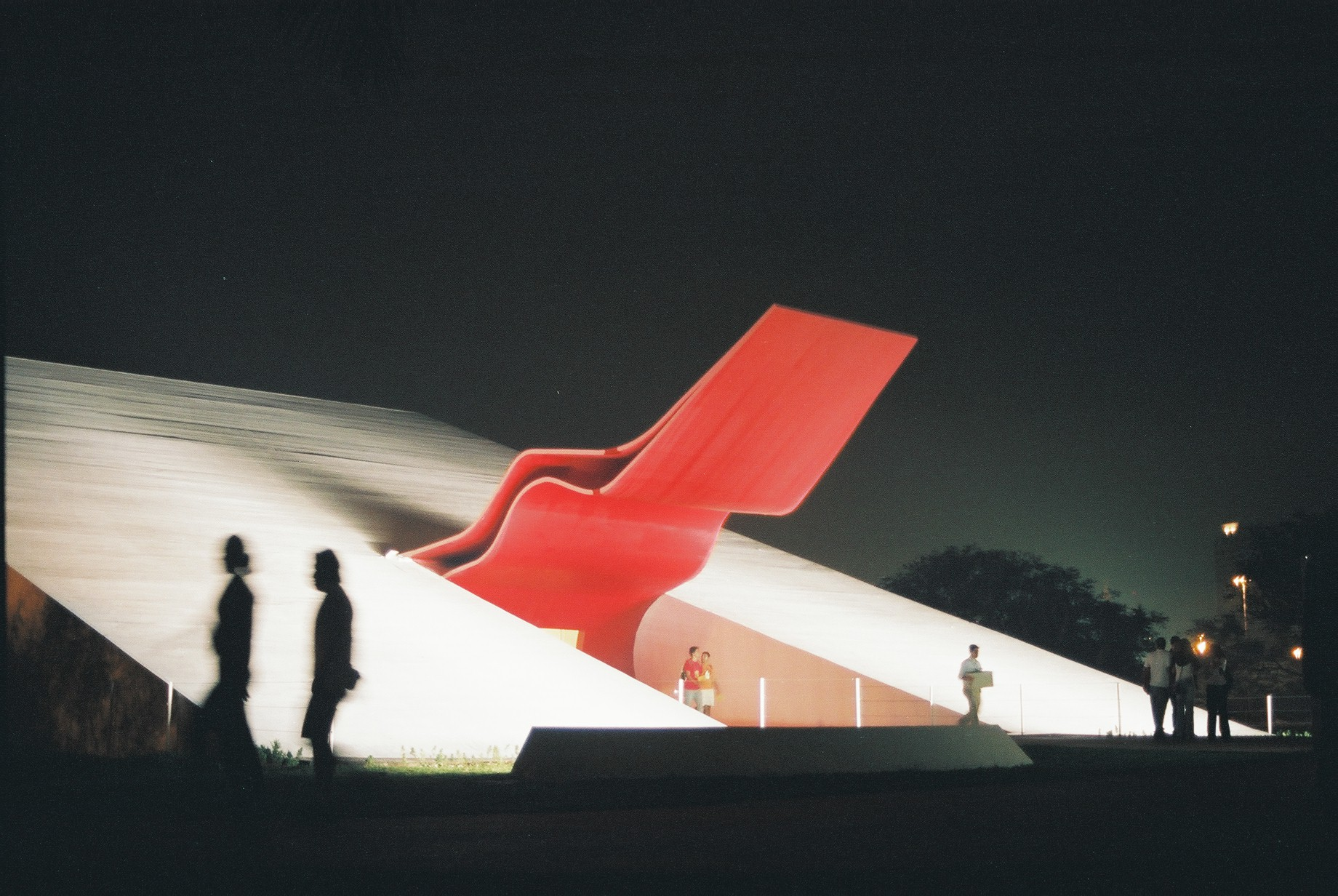
Auditório Ibirapuera, local da premiação.

## O Evento
Antes do fim do campeonato, um colégio eleitoral formado por jogadores, técnicos, jornalistas e ex-jogadores votam em jogadores que atuaram por clubes do país naquele ano. Os três mais votados em cada posição são declarados finalistas, bem como os três técnicos e os três árbitros mais votados.
O evento foi apresentado pelo narrador esportivo Cléber Machado e pela jornalista Carolina Galan, e contou com discursos e apresentações do presidente da CBF, José Maria Marin, do diretor executivo da divisão de Esportes da Rede Globo, Marcelo Campos Pinto.
No evento também ocorrem as entregas oficiais dos troféus de campeão brasileiro das Séries A, B, C e D.

## Clubes
Os clubes participantes do Campeonato Brasileiro de Futebol de 2012. Os jogadores e técnicos desses clubes participam da premiação.
| Equipe              | Cidade         | Estado |
| ------------------- | -------------- | ------ |
| Atlético Goianiense | Goiânia        | GO     |
| Atlético Mineiro    | Belo Horizonte | MG     |
| Bahia               | Salvador       | BA     |
| Botafogo            | Rio de Janeiro | RJ     |
| Corinthians         | São Paulo      | SP     |
| Coritiba            | Curitiba       | PR     |
| Cruzeiro            | Belo Horizonte | MG     |
| Figueirense         | Florianópolis  | SC     |
| Flamengo            | Rio de Janeiro | RJ     |
| Fluminense          | Rio de Janeiro | RJ     |
| Grêmio              | Porto Alegre   | RS     |
| Internacional       | Porto Alegre   | RS     |
| Náutico             | Recife         | PE     |
| Palmeiras           | São Paulo      | SP     |
| Ponte Preta         | Campinas       | SP     |
| Portuguesa          | São Paulo      | SP     |
| Santos              | Santos         | SP     |
| São Paulo           | São Paulo      | SP     |
| Sport               | Recife         | PE     |
| Vasco da Gama       | Rio de Janeiro | RJ     |

## Premiações
| Musa do Brasileirão | Martina Spier (Grêmio)                                   |
| Trio de Árbitragem  | Wilton Pereira Sampaio Altemir Hausmann Cleber Lucio GIl |

### Seleção do Ano
| Goleiro          | Diego Cavalieri (Fluminense)         |
| Lateral-Direito  | Marcos Rocha (Atlético Mineiro)      |
| Zagueiro Central | Réver (Atlético Mineiro)             |
| Quarto Zagueiro  | Leonardo Silva (Atlético Mineiro)    |
| Lateral-Esquerdo | Carlinhos (Fluminense)               |
| Primeiro Volante | Paulinho (Corinthians)               |
| Segundo Volante  | Jean (Fluminense)                    |
| Meia-Ofensivo    | Lucas (São Paulo)                    |
| Meia-Ofensivo    | Ronaldinho Gaúcho (Atlético Mineiro) |
| Atacante         | Fred (Fluminense)                    |
| Atacante         | Neymar (Santos)                      |
| Treinador        | Abel Braga (Fluminense)              |

### Troféus
| Gol Mais Bonito       | Neymar (Santos)                                                                          |
| Craque da Galera      | Ronaldinho Gaúcho (Atlético Mineiro) Vagner Love (Flamengo) Diego Cavalieri (Fluminense) |
| Revelação             | Bernard (Atlético Mineiro)                                                               |
| Craque do Brasileirão | Fred (Fluminense)                                                                        |

## Campeões
No evento também ocorre a premiação dos campeões brasileiros do ano:
| Brasileirão Série A | Fluminense     |
| Brasileirão Série B | Goiás          |
| Brasileirão Série C | Oeste          |
| Brasileirão Série D | Sampaio Corrêa |